# غي دوفو
غي دوفو (بالفرنسية: Guy Dufaux)‏ (و. 1943  م) هو مصور سينمائي، ومخرج أفلام كندي، ولد في ليل.

## وصلات خارجية
- غي دوفو على موقع IMDb (الإنجليزية)
- غي دوفو على موقع قاعدة بيانات الأفلام العربية
- غي دوفو على موقع ألو سيني (الفرنسية)
- غي دوفو على موقع أول موفي (الإنجليزية)
- غي دوفو على موقع قاعدة بيانات الأفلام السويدية (السويدية)
- غي دوفو على موقع قاعدة بيانات الفيلم (الإنجليزية)
- غي دوفو على موقع كينوبويسك (الروسية)